# Kazimierz Piotr Schally
Kazimierz Piotr Schally, poljski general, * 22. februar 1895, † 12. januar 1967.